# Libnotes (Libnotes) inattenta
Libnotes (Libnotes) inattenta is een tweevleugelige uit de familie steltmuggen (Limoniidae). De soort komt voor in het Oriëntaals gebied.